# Junction City (Kentucky)
Junction City is een plaats (city) in de Amerikaanse staat Kentucky, en valt bestuurlijk gezien onder Boyle County en Lincoln County.

## Demografie
Bij de volkstelling in 2000 werd het aantal inwoners vastgesteld op 2184.
In 2006 is het aantal inwoners door het United States Census Bureau geschat op eveneens 2184.

## Geografie
Volgens het United States Census Bureau beslaat de plaats een oppervlakte van
5,2 km², geheel bestaande uit land. Junction City ligt op ongeveer 305 m boven zeeniveau.

## Plaatsen in de nabije omgeving
De onderstaande figuur toont nabijgelegen plaatsen in een straal van 20 km rond Junction City.